# Rainbow (Kesha)
Rainbow è il terzo album in studio della cantautrice statunitense Kesha, pubblicato l'11 agosto 2017 dalla Kemosabe e dalla RCA Records.
Il disco, acclamato dalla critica, è stato anticipato dal singolo Praying, pubblicato il 6 luglio 2017 ed accompagnato dal relativo videoclip musicale. L'album ha debuttato alla prima posizione della Billboard 200, vendendo 117 000 copie nella prima settimana di disponibilità.

## Antefatti
Kesha ha cominciato a scrivere le canzoni per il suo terzo album nella Timberline Knolls, un centro di cura dell'Illinois in cui era entrata a causa di disturbi alimentari nel 2014. Per creare nuova musica ha dovuto utilizzare una tastiera giocattolo regalatole dal suo fidanzato, in quanto non le è stato permesso di usare nessuno strumento con un cavo di alimentazione. Lo staff, infatti, non voleva che lei avesse a disposizione oggetti che avrebbe potuto usare per suicidarsi. Ha completato diverse canzoni durante la terapia, e dopo l'uscita dalla riabilitazione ha tolto il segno del dollaro dal suo nome, come se fosse un modo per riprendere il suo potere. Dopo la battaglia legale con Dr. Luke, la Sony Music Entertainment ha permesso a Kesha di realizzare il suo nuovo album senza il produttore. In estate 2016, la cantante ha intrapreso il suo terzo tour, chiamato Kesha and the Creepies: Fuck the World Tour.
In un'intervista con Good Morning America, durante la settimana dell'uscita di Rainbow, Kesha ha dichiarato di aver scritto tutte le canzoni dell'album, ed ha affermato che il disco ''le ha salvato la vita'', sperando che questo potesse aiutare le persone in difficoltà. Ha anche spiegato il simbolismo del titolo, dicendo che ''il colore, e quindi l'arcobaleno, simboleggia la speranza. Non è una coincidenza che sia anche il simbolo della comunità LGBT. Ho sempre trovato speranza nei colori vivaci, ed ora la mia casa, la mia vita e il mio corpo ne sono ricoperti.''

## Descrizione
Rainbow viene catalogato come un disco pop, con influenze rock, folk e country. I testi delle canzoni riguardano il lasciar andare il passato e trovare il perdono in se stessi per gli errori compiuti, l'autostima e, in alcuni casi, l'empowerment femminile.
Kesha ha assunto un ruolo fondamentale nella produzione dell'album e ha collaborato con diversi produttori, tra cui Ricky Reed, Drew Pearson, Ben Folds e sua madre Pebe Sebert. L'album segna una notevole svolta dal sound elettropop dei suoi primi due album. La cantante ha co-scritto tutti i brani dell'album, eccetto due scritti interamente da lei, desiderando che la sua nuova musica riflettesse il suo essere una "persona vera con un'esperienza umana completa". Inoltre, Kesha ha affermato che non c'è alcun equilibrio nei suoi precedenti album, mentre per Rainbow ha dichiarato di essersi ispirata alle sue vere influenze musicali, come Iggy Pop, T. Rex, Dolly Parton (che compare anche in una canzone del disco, Old Flames), Beatles, Rolling Stones, Beach Boys, James Brown e Sweet. In un'intervista ha affermato: "Penso che questo album sia più simile alla musica che ascolto piuttosto che a quella che ho fatto in passato." Nella maggior parte delle canzoni contenute in Rainbow si sente una vaga ispirazione country e rock and roll: Bastards, Finding You e Godzilla sono tre ballate folk; il duetto con Dolly Parton in Old Flames (Can't Hold a Candle to You) è un valzer country; Let 'em Talk e Boogie Feet, le due canzoni registrate insieme agli Eagles of Death Metal, sono brani rock; Woman, brano folk e pop, è stato ispirato da un commento maschilista di Donald Trump, che ha fatto arrabbiare Kesha tanto da farle scrivere sulla tastiera giocattolo che utilizzava in riabilitazione "Sono una f*ttuta donna", frase inserita all'interno della canzone.

## Promozione
Kesha si è esibita in Giappone al Summer Sonic Festival, il 19 agosto a Osaka e giorno successivo a Tokyo. In seguito, la cantante si è esibita in concerto a Nagoya il 21 agosto. Nel mese di settembre, la cantante ha preso parte ai festival KAABOO e iHeartRadio. Ha cantato il singolo Learn to Let Go agli MTV Europe Music Awards 2017 il 12 novembre, mentre ai Grammy Awards del 2018 ha eseguito Praying insieme ad altre cantanti donne.
La cantante ha intrapreso una tournée mondiale, il Rainbow Tour, che ha avuto inizio a Birmingham il 26 settembre 2017. Insieme al rapper americano Macklemore, è impegnata in un secondo tour, chiamato The Adventures of Kesha and Macklemore, con date solo in Nord America durante l'estate del 2018.

## Tracce
1. Bastards – 3:51 (Kesha Sebert)
2. Let 'em Talk (feat. Eagles of Death Metal) – 3:05 (Kesha Sebert, Stuart Crichton, James Newman)
3. Woman (feat. Sharon Jones & the Dap-Kings) – 3:16 (Kesha Sebert, Andrew Pearson, Stephen Wrabel)
4. Hymn – 3:25 (Kesha Sebert, Eric Frederic, Jonny Price, Cara Salimando, Rosemary Patricia Sebert)
5. Praying – 3:50 (Kesha Sebert, Ryan Lewis, Ben Abraham, Andrew Joslyn)
6. Learn to Let Go – 3:37 (Kesha Sebert, Rosemary Patricia Sebert, Stuart Crichton)
7. Finding You – 2:52 (Kesha Sebert, Eric Frederic, Justin Tranter)
8. Rainbow – 3:38 (Kesha Sebert)
9. Hunt You Down – 3:17 (Kesha Sebert, Rick Nowels)
10. Boogie Feet (feat. Eagles of Death Metal) – 2:53 (Kesha Sebert, Rosemary Patricia Sebert, Andrew Pearson)
11. Boots – 3:03 (Kesha Sebert, Rogét Chahayed, Eric Frederic, Justin Tranter)
12. Old Flames (Can't Hold a Candle to You) (feat. Dolly Parton) – 4:26 (Rosemary Patricia Sebert, Hugh Moffatt)
13. Godzilla – 2:08 (Kesha Sebert, Claire Wilkinson, Nathan Chapman)
14. Spaceship – 5:15 (Kesha Sebert, Rosemary Patricia Sebert, Andrew Pearson)

Tracce bonus nell'edizione giapponese
1. Emotional – 3:44 (Kesha Sebert, Andrew Pearson, Stephen Wrabel)

## Classifiche
| Classifica (2017) | Posizione massima |
| ----------------- | ----------------- |
| Australia         | 3                 |
| Austria           | 16                |
| Belgio (Fiandre)  | 17                |
| Belgio (Vallonia) | 56                |
| Canada            | 1                 |
| Finlandia         | 26                |
| Francia           | 62                |
| Germania          | 33                |
| Irlanda           | 2                 |
| Italia            | 39                |
| Norvegia          | 13                |
| Nuova Zelanda     | 4                 |
| Paesi Bassi       | 10                |
| Regno Unito       | 4                 |
| Repubblica Ceca   | 55                |
| Spagna            | 7                 |
| Stati Uniti       | 1                 |
| Svezia            | 25                |
| Svizzera          | 14                |